# سیارک ۴۰۹۰
سیارک ۴۰۹۰ (به انگلیسی: 4090 Risehvezd، نامگذاری:1986RH1) چهار هزار و نودمین سیارک کشف شده‌است که در ۲ سپتامبر ۱۹۸۶ کشف شد.
قدر مطلق سیارک برابر ۱۳٫۴۰ است.